# Cromarty
Cromarty (in gaelico scozzese: Cromba; 700 ab, ca.) è un villaggio (e un tempo burgh) della costa nord-orientale della Scozia, facente parte dell'area amministrativa dell'Highland (contea tradizionale: Cromartyshire e poi Ross and Cromarty; distretto: Easter Ross) e situato nella penisola di Black Isle e di fronte al Cromarty Firth (parte del Moray Firth, Mare del Nord).

## Geografia fisica

### Collocazione
Cromarty si trova nell'estremità orientale/nord-orientale della penisola di Black Isle, lungo la costa sud-orientale del Cromarty Firth, a circa 15 km a nord/nord-est di Fortrose.

## Società

### Evoluzione demografica
Al censimento del 2011, Cromarty contava una popolazione pari a 726 abitanti. Nel 2001, ne contava invece 719, mentre nel 1991 ne contava 721.

## Storia
Cromarty è menzionata sin dal XIII secolo, quando si parlava di un royal burgh protetto da un castello.
Agli inizi del XVIII secolo, Cromarty si sviluppò grazie all'esportazione del pesce.
La località conobbe il suo periodo di massimo sviluppo negli anni settanta del XVIII secolo, quando George Ross of Pitkerrie and Cromarty fece costruire il porto e fece importare materie prime dal Mar Baltico per rifornire le fabbriche locali.
Nel 1831, Cromarty conobbe il suo picco dal punto di vista demografico, con 2.200 abitanti. Rimase il più grosso centro della Black Isle fino al secolo successivo, quando fu sopravanzata da Fortrose.

## Architettura
L'architettura di Cromarty si caratterizza per la presenza sia di piccoli cottage che di edifici più maestosi.
Tra gli edifici principali, figurano la Cromarty Courthouse e la Miller House, la casa del geologo Hugh Miller.